# FC Cantonal Neuchâtel

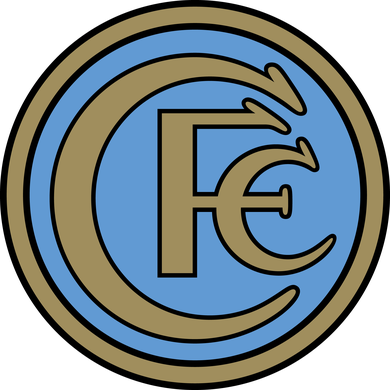
Logo

FC Cantonal Neuchâtel was een Zwitserse voetbalclub uit Neuchâtel. De club werd opgericht op 4 september 1906 na een fusie tussen FC Vignoble en FC Neuchâtel.
De club werd in 1916 landskampioen en speelde tot 1931 in de hoogste klasse. Daarna kon de club nog enkele keren terugkeren. Op 30 juni 1969 veranderde de club zijn naam in Neuchâtel-Sports. Een jaar later op 16 juni 1970 fuseerde de club met FC Xamax en werd zo Neuchâtel Xamax FC.

## Erelijst
- Landskampioen
  - 1916
- Zwitserse beker
  - Finalist: 1950

## Geschiedenis
| Periode   | Niveau |
| --------- | ------ |
| 1906–1931 | I      |
| 1931–1941 | n.b.   |
| 1941–1948 | I      |
| 1948–1950 | II     |
| 1950–1951 | I      |

| Periode   | Niveau |
| --------- | ------ |
| 1951–1961 | II     |
| 1961–1962 | III    |
| 1962–1963 | II     |
| 1963–1964 | I      |
| 1964–1966 | II     |